# 安東宣季
安東 宣季（あんどう のぶすえ）は、室町時代後期から戦国時代にかけての武士。湊安東氏6代当主。

## 略歴
安東氏の系譜には様々な異伝があり、特に湊家は後に子孫が絶えたため系図が混乱している。先祖と同名を名乗る者も多く、途中改名もしばしば行われたこともあり、事績が混同していることも原因の一つである。そのような湊家の歴代当主の中、宣季は系図等の二次史料にしか明確に確認されておらず、寺社に残った一次史料には存在が確認されていない。
安東宗季の子として誕生。宣季の事績はほとんど残っていないが、大永4年3月7日（1524年4月10日）付けで細川高国が湊安東左衛門佐入道に出した礼状が残っている。
没後は子・堯季が跡を継いだ。